# Djinns
Pour les articles homonymes, voir Djinn (homonymie).
Pour plus de détails, voir Fiche technique et Distribution.
Djinns est un film fantastique franco-marocain réalisé par Hugues Martin et Sandra Martin, tourné en 2009 et sorti en 2010.

## Synopsis
Algérie, 1960. Une section de parachutistes français est envoyée à la recherche d'un avion disparu dans le désert. L'épave de l'avion est rapidement localisée, mais il n'y a aucun survivant, juste une mallette estampillée « secret défense. » Assaillie par des soldats ennemis de l'ALN, la troupe trouve alors refuge dans une étrange citadelle qui semble abandonnée. Malgré les mises en garde de la gardienne des lieux, ils réveillent les Djinns, les esprits maléfiques du désert qui font s'entretuer les hommes de la patrouille.
La gardienne des lieux transmet son pouvoir au jeune Michel qui reste avec les habitants de la citadelle. Un seul homme de la patrouille parvient à revenir à son régiment, muni de la mallette. La scène finale révèle qu'elle  contient les ordres de mise à feu de Gerboise bleue, premier essai nucléaire sous la France du général de Gaulle.

## Fiche technique
Sauf indication contraire, les informations mentionnées dans cette section peuvent être confirmées par la base de données cinématographiques IMDb,  présente dans la section « Liens externes ».
- Titre original : Djinns
- Réalisation : Sandra Martin et Hugues Martin
- Scénario, adaptation et dialogue : Sandra Martin et Hugues Martin
- Musique : Siegfried Canto
- Direction artistique : Jean-Marc Tran Tan Ba
- Décors : Delphine De Casanove
- Costume : Emma Bellocq
- Photographie : Pierre Cottereau
- Son : Éric Rophé, Samuel Rouillard, Vincent Montrobert
- Montage : Nicolas Sarkissian
- Production : Fabrice Goldstein, Antoine Rein et Caroline Adrian
  - Production déléguée : Bénédicte Bellocq et Souad Lamriki
- Sociétés de production[1] : 
  - France : Delante Films et Karé Productions, en association avec Banque Postale Image 2, avec la participation de Canal+, CinéCinéma et le CNC
  - Maroc : Agora Films
- Sociétés de distribution[2] : SND Groupe M6 (France)
- Budget : n/a
- Pays de production :  France,  Maroc
- Langues originales : français, arabe
- Format[3] : couleur (HD) - 35 mm - 2,35:1 (Cinémascope) - son Dolby Digital
- Genre : fantastique, guerre, épouvante-horreur
- Durée : 103 minutes
- Dates de sortie[4] :
  - Suisse romande : 8 juillet 2010 (Festival international du film fantastique de Neuchâtel)
  - France : 11 août 2010
- Classification :
  - France : interdit aux moins de 12 ans[5],[Note 1]

## Distribution
- Grégoire Leprince-Ringuet : Michel
- Thierry Frémont : Vancard
- Aurélien Wiik : Saria
- Saïd Taghmaoui : Aroui
- Stéphane Debac : Durieux
- Matthias Van Khache : Malovitch
- Cyril Raffaelli : Louvier
- Grégory Quidel : Max
- Emmanuel Bonami : Ballant
- Omar Lotfi : Kamel
- Raouïa Harand : Daouia
- Karim Saidi
- Pierre Troestler : Pilote de l'avion

## Distinctions

### Nominations
- Festival international du film fantastique de Neuchâtel 2010 : Meilleur long métrage pour Hugues Martin et Sandra Martin[6].

## Autour du film
- Emmanuel Bonami voit son premier rôle dans un long métrage de Cinéma, il est par le passé devenu culte malgré lui pour avoir prêté sa voix à Solid Snake dans la version française de Metal Gear Solid. Si sa voix est plus connue que son visage (il a participé à de nombreux doublages de jeu vidéo ou de publicités), ironiquement, il ne prononce pas une seule réplique dans le film.
- Le film est sorti en DVD/Blu-Ray le 4 janvier 2011.